# Michel Lelong (prêtre)
Pour les articles homonymes, voir Michel Lelong.
Michel Lelong, né le 25 février 1925 à Angers et mort le 10 avril 2020 à Paris, est un prêtre catholique français, notamment connu pour son implication dans le dialogue islamo-chrétien.

## Biographie
Michel Lelong naît dans une famille catholique. Son père est un résistant de la première heure, rejoignant Charles de Gaulle à Londres pendant la Seconde Guerre mondiale. Son frère aîné meurt sur le champ de bataille en 1944 en Alsace.
Michel Lelong trouve sa vocation en 1940 après avoir visionné l’Appel du silence, un film relatant la vie de Charles de Foucauld. Désirant marcher dans les pas de son modèle, il est ordonné prêtre à Carthage en 1948 et devient père blanc. Détenteur d'une licence en lettres et en arabe, il vit pendant près de vingt ans en Tunisie où il sert au sein du Centre culturel des pères blancs. En 1975, il est rappelé en France et est chargé du Service des relations avec l'islam de la Conférence des évêques de France. Il participe à la création de l'association du Groupe des foyers islamo-chrétiens.
Le 17 juin 1982, alors que la guerre du Liban fait rage, il fait publier conjointement avec le pasteur Étienne Mathiot et Roger Garaudy un placard publicitaire dénonçant la politique israélienne. Les accents violemment antisionistes du texte provoquent des remous dans l'opinion. Le politologue Pierre André Taguieff et le sociologue Jacques Ellul notamment critiquent le texte qui n'est autre selon eux qu'une méthode visant à « criminaliser Israël ». À la suite des protestations du Crif, Michel Lelong déclare se désolidariser des extraits les plus sujets à caution. Lors du procès qui s'ensuit, l'épiscopat français envoie un texte témoignant en défaveur des prévenus. Ces derniers gagnent néanmoins le procès en première instance, en appel et en cassation.
En 1993, il fonde le Groupe d'amitié islamo-chrétienne (GAIC), dont il devient le premier co-président en compagnie de l'intellectuel algérien Mustapha Cherif. 
En 1996, lorsque l'« affaire Garaudy » éclate, portant sur la publication d'un ouvrage Les Mythes fondateurs de la politique israélienne pour lequel Garaudy est poursuivi pour négationnisme, Michel Lelong déclare en même temps que l'abbé Pierre son soutien à ce dernier dans une lettre qui est lue à une conférence de presse organisée pour le soutenir par son avocat Jacques Vergès. Il indique ne pas partager toutes ses idées mais souhaiter qu'il puisse s'exprimer librement. Il témoignera plus tard en sa faveur lors des audiences de son procès.
Il témoigne en faveur de Maurice Papon lors de son procès en 1997 et célèbre ses funérailles.
Il s'est prononcé contre l'interdiction de diffusion de la chaîne al-Manar en France qui comporterait « des programmes de valeurs » et affiche son admiration pour le prédicateur suisse Tarik Ramadan.
Il intervient souvent au micro de Radio Courtoisie.
Depuis quelques années, il a contribué au renouveau du dialogue entre les traditionalistes de la Fraternité Saint-Pie-X et le Saint-Siège, et fut membre du GREC.
En 2011, il tient une chronique dans le magazine Flash.
Michel Lelong meurt le 10 avril 2020, jour du Vendredi saint, à l’âge de 95 ans, à la suite d’une infection au Covid-19.

## Œuvres
- Pour un dialogue avec les athées, 1965
- J'ai rencontré l'Islam, 1976 - Prix Roland de Jouvenel de l’Académie française en 1977
- Le Don qu'il vous a fait, 1977
- Deux fidélités, une espérance, 1979 - Prix des écrivains croyants en 1980
- La tradition islamique, 1979
- L'Islam et l’Occident, 1982
- Guerre ou Paix à Jérusalem ?, 1983
- L'Église nous parle de l'Islam: du Concile à Jean-Paul II, 1984
- Si Dieu l’avait voulu, 1986 - Prix Constant-Dauguet de l’Académie française en 1987
- De la prière du Christ au message du Coran, 1986
- L'Église catholique et l’Islam, 1993
- La vérité rend libre, 1999
- Jean-Paul II et l'Islam, 2003
- Le choix de Cécile, 2005
- Prêtre de Jésus-Christ parmi les Musulmans, 2007
- Chrétiens et Musulmans : adversaires ou partenaires ?, L'Harmattan, 2007  (ISBN 978-2296041400)
- Les Papes et l'Islam, 2009
- Le retour des religions, péril ou espoir ?, 2009
- Le message de la Croix, 2011
- Pour la nécessaire réconciliation : le Groupe de Réflexion Entre Catholiques (GREC), 2012

- Les religions, source de discorde ou de paix ?, 2013
- Du souvenir à l'espérance, 2015
- L’Église catholique et l'Islam. L'enseignement des papes, 2016
- Les nécessaires dialogues, 2019

## Distinctions
- Officier de l'ordre national du Mérite
- Chevalier de la Légion d'honneur